# La Mort dans l'île
Pour plus de détails, voir Fiche technique et Distribution.
La Mort dans l'île est un téléfilm franco-suisse réalisé par Philippe Setbon et diffusé en 2008.

## Fiche technique
- Scénario : Isabel Sebastian, Philippe Setbon
- Musique : Alain Mouysset
- Image : Serge Dell'Amico
- Montage : Jean-Daniel Fernandez-Qundez
- Casting : Laure Cochener
- Directeur artistique : Catherine Bluwal
- Création des costumes : Valérie Cabeli
- Société de production : JLA Holding
- Société de distribution : TF1
- Durée : 100 min
- Pays :  France,  Suisse
- Date de diffusion en France : 10 octobre 2008 sur TF1

## Distribution
- Léa Bosco : Violette Castillon
- Jean-Michel Tinivelli : Clément Borghese
- Brigitte Fossey : Jeanne Borghese
- Pierre Boulanger : Nino
- Joséphine Serre : Sasha Sarafian
- Jean-Luc Bideau : Alain Jardié
- Abraham Belaga : Serge Bartoli
- Anne Canovas : Docteur Wizman
- Maxime Leroux : Le Pennec
- Mata Gabin : Le juge Rorcher
- Olivier Schneider : José Rocca
- Lionnel Astier : Stany
- Laurent Ournac : Lieutenant Crespau
- Valérie Stroh : Clelia
- Guilaine Londez : Magali
- Philippe Polet : Thierry Séverin
- Véronique Prune : Anouk Bama
- Cheyenne Corre : Marianne
- Rim Turki : La légiste
- Gérard Chaillou : Bartoli
- Alexandra Mercouroff : Carole Vogel
- Joël Demarty : Maître Lamarre
- Pierre Laplace : Raf Vogel
- Alain Guillo : Soller
- Emma Picq : Nelly
- Igor Skreblin : Yves Bama
- Lorelei Arès : Sasha enfant